# Paweł Brzezicki
Paweł Stanisław Brzezicki (ur. 8 maja 1960) – polski menedżer, specjalista żeglugi i urzędnik państwowy, w latach 2015–2017 podsekretarz stanu w Ministerstwie Gospodarki Morskiej i Żeglugi Śródlądowej.

## Życiorys
Ukończył studia z ekonomiki i organizacji transportu morskiego na Politechnice Szczecińskiej. Pełnił funkcję szefa kompleksu Pazim i dyrektora spółki Polsteam Luxembourg. Od października 1998 do lutego 2005 pełnił funkcję dyrektora naczelnego Polskiej Żeglugi Morskiej, dokonując restrukturyzacji przedsiębiorstwa. Od czerwca 2006 do listopada 2007 był prezesem Agencji Rozwoju Przemysłu. Pełnił stanowisko doradcy premiera Kazimierza Marcinkiewicza ds. gospodarki morskiej, został założycielem fundacji Pro Publico Mare. W październiku 2015 powołany w skład Narodowej Rady Rozwoju.
Od 8 grudnia 2015 do 17 lutego 2017 był wiceministrem gospodarki morskiej i żeglugi śródlądowej, odpowiedzialnym za transport i bezpieczeństwo morskie, porty oraz stocznie. Od lutego 2017 do 13 grudnia 2019 pełnił funkcję komisarycznego zarządcy w Polskiej Żegludze Morskiej.